# (25824) Viviantsang
(25824) Viviantsang est un astéroïde de la ceinture principale d'astéroïdes.

## Description
(25824) Viviantsang est un astéroïde de la ceinture principale d'astéroïdes. Il fut découvert le 29 février 2000 à Socorro (Nouveau-Mexique) par le projet LINEAR. Il présente une orbite caractérisée par un demi-grand axe de 3,19 UA, une excentricité de 0,18 et une inclinaison de 1,5° par rapport à l'écliptique.

## Compléments